# حسین تهرانی
حسین تهرانی (زادهٔ ۱۲۹۰ در تهران – درگذشتهٔ ۷ اسفند ۱۳۵۲ در تهران) نوازندهٔ نامدار تمبک و موسیقی‌دان اهل ایران بود.

## زندگی‌نامه
حسین تهرانی در سال ۱۲۹۰ شمسی در تهران، خیابان ایران متولد شد و تحصیلات ابتدایی خود را در دبستان امیر اتابک به پایان رساند. تهرانی در کودکی زحمات و مصائب فراوانی متحمل شده بود و آثار آلام و مصائب دوران طفولیت تا پایان عمر در چهره اش باقی بود. وی در جوانی با آنکه از حیث مادی در مضیقه بود ولی هیچگاه از عشق خود که همین یک مشت پوست چوب باشد مأیوس نشد و ضرب را به زیر عبا می‌گرفت و با پشتکار وجدیت به نزد استاد خود حسین‌خان اسماعیل‌زاده می‌رفت. تهرانی از سال ۱۳۰۷ کار جدی خود را نزد اسماعیل‌زاده آغاز کرد و به علت رایج نبودن خط موسیقی، تمرینات تنبک را به کمک اصطلاحاتی مثل: بله و بله و بله دیگه و یکصدو بیست و چهار و غیره به حافظه می‌سپرد.
چندی بعد تهرانی به محضر استادانی چون: رضا روانبخش، مهدی قیاسی و کنگرلو که در تنبک نوازی تبحری داشتند، راه یافت و به سبک هر یک آشنایی کامل پیدا کرد؛ ولی او استاد اصلی خود را ابوالحسن خان صبا می‌دانست زیرا نکات فراوانی از او آموخت که بعدها بسیار از آن بهره گرفت و آن قدر زحمت کشید تا در سایهٔ سعی و کوشش و عمل توانست با هر کوشش و نغمه‌ای، ریتم آن را با انگشتان سحرآور خود به روی ضرب بیاورد.

## فعالیت هنری

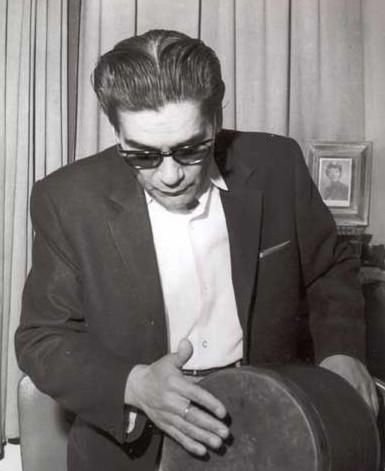

حسین تهرانی در سال اول تأسیس رادیو تهران در آن مؤسسه به فعالیت پرداخت و در سال ۱۳۲۳ به مدرسهٔ موسیقی کلنل وزیری راه یافت و تدریس تنبک را در آن مدرسه به عهده گرفت و کار خود را تا سال ۱۳۲۸ که هنرستان موسیقی ملی به همت روح‌الله خالقی شروع به کار کرد، ادامه داد. وی برای اولین بار دست به ایجاد گروه تنبک زد و برای آن‌ها قطعاتی را تنظیم کرد که در اجرای آنها، گروه لزوماً به دو یا چند دسته مختلف تقسیم می‌شدند.

دربارهٔ حسین تهرانی، مطلبی به قلم منوچهر همایون پور در کیهان شمارهٔ ۹۸۰۳ مورخ اسفند ماه ۱۳۵۴ چنین آمده: 
«حسین تهرانی پسر میرزا اسماعیل، یکی از کسبهٔ مورد احترام خیابان عین الدوله بود. میرزا اسماعیل دوستدار موسیقی بود و گهگاه دوستان نوازندهٔ خود را به خانه، میهمان می‌کرد. در آن روزها، حسین کودکی خردسال بود اما مجالس شبانهٔ پدر، و ساز و آواز دوستان او، شوق و عشق به موسیقی را در وجود او برمی‌انگیخت هرچند که از ترس پدر جرأت ابراز و افشای آن را نداشت. حسین کمی که بزرگتر شد، دور از چشم پدر، پوستی تهیه کرد و بر روی گلدانی کشید و در زیر زمین خانه، بدون معلّم، به نواختن ضرب مشغول شد. او شب‌ها هم از ترس پدر و هم از شدت اشتیاق به ضرب، تنبک گلدانی خود را در رختخواب خویش می‌گذاشت ولی سرانجام پدرش از قضیه آگاه شد و با تندخویی حسین را از محبوب خود جدا کرد.»
حسین ظاهراً و به احترام پدر تنبک را کنار گذاشت امّا عشق او به ضرب آنچنان سرسری نبود که با این حیله‌ها از بین برود. او همواره با نواختن به در و پنجرهٔ خانه پیشخوان دکان و هر چیزی که صدا می‌داد، انگشتان سحر آفرین خود را به کار می‌گرفت و به هر چه که به دستش می‌رسید صدا درمی‌آورد. چند سال بعد حسین به زورخانه راه پیدا کرد و ریتم‌های زورخانه، هنر ضرب را در وجود او پرورش دادند اما در همان احوال، حادثهٔ مهمّی در زندگی او روی داد که زندگی‌اش را دگرگون کرد، به این معنی که یک روز در خانهٔ یکی از اعیان آن روز خیابان عین الدوله با آقای بدیع زاده استاد آواز و موسیقی ایرانی آشنا شد و استعداد و نبوغ او، بدیع زاده را تحت تأثیر قرار داد. چند روز پس از آن مجلس، جشنی در خانهٔ یکی از محترمین آن زمان برپا بود و شخصیت‌های ادبی و هنری مهمّی مانند ذکاءالملک فروغی و استاد ملک الشعرا بهار و ابوالحسن خان صبا و حبیب سماعی و بدیع زاده در آن شرکت داشتند. آقای بدیع زاده در این مجلس داستان حسین و استعداد فوق‌العادهٔ او را در ضرب نوازی با حضار در میان گذاشت و آن قدر از او تعریف کرد که فی‌المجلس کسی را به دنبال حسین فرستادند؛ و به این ترتیب حسین برای نخستین بار در چنان مجلسی و با چنان اساتیدی روبرو شد. سازها کوک شدند و طبق معمول صبا و سماعی پیش‌درآمدی را شروع کردند و حسین نخستین آزمایش هنری خود را با دو استاد مسلم موسیقی و ریتم آغاز کرد. در آغاز کار، چهرهٔ معصوم و سادهٔ حسین سبب شده بود که کسی به او توجه نکند ولی پس از شروع شدن چهار مضراب ، حضار کم‌کم متوجه شدند که با تنبک نواز چیره‌دستی روبرو هستند. صبا که از همان اول به استعداد حسین پی برده بود، از این آشنایی خوشحال بود اما حبیب سماعی که خود ضرب می‌نواخت بی‌میل نبود که سر به سر حسین بگذارد لذا ریتم عوض کرد ولی حسین از عهدهٔ همراهی آن برآمد. سماعی ریتم را تندتر کرد بلکه حسین را جا بگذارد اما حسین باز هم از عهده برآمد. آنگاه نوبت به بدیع زاده رسید که آهنگ ضربی سنگینی آغاز کرد و حسین هم به خوبی از عهدهٔ آن برآمد و چون ساز آواز تمام شد فروغی و بهار دربارهٔ ظهور هنرمندان نابغه از قشرهای ناشناختهٔ اجتماع به تفضیل سخن گفتند و به گرمی حسین را به ادامهٔ کارش تشویق کردند. اما کار حسین تهرانی و استاد صبا به اینجا ختم نشد. صبا بی‌اندازه از حسین و استعداد او خوشش آمده بود و حسین به شدت مجذوب و شیفتهٔ استاد شد و این اشتیاق او را به کلاس درس استاد صبا کشاند و این آشنایی و دوستی و لطف و ارادت به جایی کشید که حسین رحل اقامت به خانهٔ استاد صبا کشید و معتکف آن استان گردید.

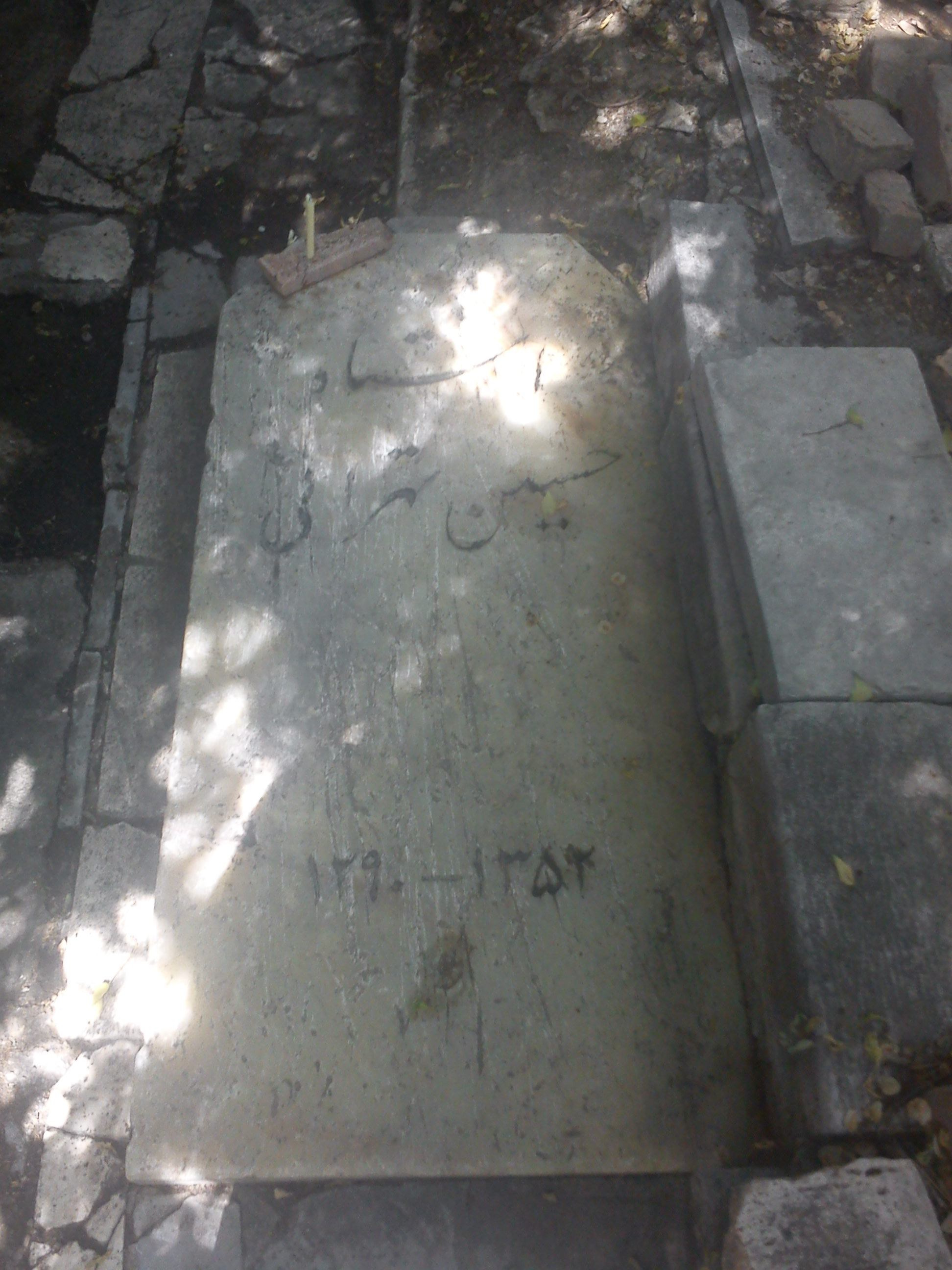
آرامگاه حسین تهرانی

پس از شهریور ۱۳۲۰ روح‌الله خالقی با شرکت و همت جمعی از دوستان هنرمند و هنر دوست خود انجمن موسیقی ملی را پایه‌گذاری کرد که حسین از اعضای اصلی آن و تنها نوازندهٔ تنبک در انجمن بود. به همین سبب با تشویق و راهنمایی خالقی، کلاس آموزش تنبک تأسیس کرد و شاگردانی تربیت نمود. حسین در سال‌های بعد همچنین فعالانه به این کلاس می‌رسید و تا آخرین روزهای عمر، آن را رها نکرد. به این ترتیب آنچه که امروز به نام هنر ضرب یا تنبک نوازی در همهٔ محافل هنری و ارکسترهای معروف کشور اجرا می‌شود مرهون زحمات چهل سالهٔ حسین تهرانی است.
در واقع تا قبل از حسین تهرانی، آلت ضرب یا تنبک از کم‌ارزش‌ترین آلات موسیقی بود و نوازندهٔ تنبک بی‌ارج‌ترین عضو یک ارکستر به‌شمار می‌رفت و موظف به انجام کارهای دیگر ارکستر بود و مثلاً آلات موسیقی را از محل کار به درشکه و از محل درشکه به محل جشن یا میهمانی می‌برد و می‌آورد و در یک کلمه پادوی ارکستر بود؛ زیرا نواختن تنبک، کار مهمی به‌شمار نمی‌رفت و واقعیت هم همین بود. صفحه‌های موسیقی که در پنجاه شصت سال پیش ضبط شده‌اند نشان می‌دهند که نوازندگان ضرب یک صدای مبهم و بی‌ارزشی از ضرب درمی‌آوردند که هیچ شباهتی با صدایی که اکنون از از تنبک درمی‌آید ندارد. اما حسین تهرانی با نبوغ ذاتی و استعداد خدادادی و گذشت و فداکاری، این آلت کم‌ارزش را از ذلت نجات و به درجه و مقام کنونی خود رساند. حسین تهرانی از ثروت و مال و منال دنیا بهرهٔ چندانی نداشت. همهٔ ثروت او منحصر به خانهٔ محقری در یکی از محلات دوردست تهران بود که با قرض از بانک‌ها و کمک وزارت فرهنگ و هنر تهیه کرده بود.
او در تنبک‌نوازی تحول‌های اساسی ایجاد نمود، به‌طوری‌که می‌توان او را پایه‌گذار ضرب‌نوازی نوین نام نهاد.

## آثار منتشر شده
- کاست «ضرب آهنگ» که در طرف اول او صدای لوکوموتیو را با تنبک ایجاد کرده‌است و در طرف دوم قطعهٔ زرد ملیجه را با سنتور استاد فرامرز پایور اجرا کرده‌است.
- کاست «ضرب اصول» هم کاری است از استاد پایور به همراهی تنبک استاد تهرانی که آهنگ زیبای «چهار مضرابی ماهور» اثر استاد ابوالحسن صبا هم در آن موجود است.
- آلبوم موسیقی «یادگار حبیب»، سنتور طلیعه کامران، تمبک و آواز حسین تهرانی (حاوی بخش‌هایی از ردیف حبیب سماعی)، ۱۳۹۰[۵]

او برای اولین بار نت‌نگاری برای تنبک را انجام داد. او اولین کتاب آموزش تنبک را با همکاری هوشنگ ظریف و مصطفی کمال پورتراب و حسین دهلوی به چاپ رساند.

## یادداشت
1. ↑  در کتاب آموزش تمبک، سال تولد حسین تهرانی ۱۲۹۱ نگاشته شده‌است.[۱]